# Servicio 405 (Corredor Morado)
El servicio 405 es una línea del Corredor Morado, que conecta los distritos de San Juan de Lurigancho y San Isidro.

## Características
Inició operaciones el 21 de enero de 2017. Su recorrido inaugural, iniciaba en la intersección de las avenidas Fernando Wiesse y Ampliación (sector de José Carlos Mariátegui), y terminaba en el paseo de los Héroes Navales, que conectaba con la Estación Central del Metropolitano; sin embargo, en julio del mismo año fue ampliado hasta el cruce de las avenidas 28 de Julio y Petit Thouars. En mayo de 2018, el recorrido fue reestructurado, desde el sector de Enrique Montenegro hasta el límite de los distritos de Lince y San Isidro.
Al igual que la antigua ruta 409, circula por las avenidas Manco Cápac y Prolongación Iquitos hasta el cruce de la Avenida Paseo de la Republica con la Estación Canaval y Moreyra del Metropolitano. En el sentido contrario, recorre parte de la avenida Petit Thouars hasta el cruce con el Jiron Manuel Segura. Opera con una flota de autobuses de 12 metros.

## Cambio de recorrido por retiro de la ruta 409
En marzo de 2024, el Corredor Morado paralizó sus operaciones debido a una deuda que asciende a S/300 millones, debido a la falta de los pagos comprometidos por la ATU, y el Estado. Debido a ello, el servicio troncal 409 dejó de funcionar por las avenidas Canto Grande, Abancay, Manco Cápac y Javier Prado Este. 
Por tal motivo, la ruta 405 amplio su recorrido hasta el cruce de las avenidas Paseo de la República y Juan de Arona, en el distrito de San Isidro.

## Horarios
| Días            | Ida Javier Prado          | Vuelta Wiesse             |
| --------------- | ------------------------- | ------------------------- |
| Lunes a domingo | 05:00 a. m. - 11:00 p. m. | 06:00 a. m. - 11:00 p. m. |

### Tarifas
Los medios de pago válidos son la tarjeta Lima Pass y la tarjeta del Metropolitano. Asimismo, se acepta dinero en efectivo. 
| Tipo    | Precio  |
| ------- | ------- |
| General | S/ 2.80 |
| Medio   | S/ 1.40 |

## Recorrido
| Ida Javier Prado | Avenida Fernando Wiese (esq. Calle Mar de Timor) — Avenida Próceres de la Independencia — Avenida 9 de Octubre — Jirón Julián Piñeiro — Puente Ricardo Palma — Avenida Abancay — Avenida Manco Cápac — Avenida México — Prolongación Iquitos — Paseo Parodi — Av. Javier Prado — Av. Paseo de la Republica (altura Estación Canaval y Moreyra del Metropolitano) |
| Vuelta Wiesse    | Av. Juan de Arona (Estación Canaval y Moreyra del Metropolitano) — Avenida Petit Thouars — Jirón Manuel Segura — Avenida Manuel Castañeda — Avenida México — Avenida Manco Cápac — Avenida Abancay — Puente Ricardo Palma — Avenida 9 de Octubre — Avenida Próceres de la Independencia — Avenida Fernando Wiese (esq. Calle Mar del Norte)                      |

## Paraderos
| N° | Paradero           | Común con | Conexiones |
| -- | ------------------ | --------- | ---------- |
| 1  | La Capilla         | 404 412   |            |
| 2  | Montenegro         | 404 412   |            |
| 3  | Motupe             | 404 412   |            |
| 4  | 8 de Mariscal      | 404 412   |            |
| 5  | Mariátegui         | 404 412   |            |
| 6  | La Cinco           | 404 412   |            |
| 7  | La Cuatro          | 404 412   |            |
| 8  | Bayóvar            | 404 412   |            |
| 9  | La Quince          | 404 412   |            |
| 10 | Santa Rosa         | 404 412   |            |
| 11 | San Martín         | 404 412   |            |
| 12 | La Ocho            | 404 412   |            |
| 13 | Sedapal            | 404       |            |
| 14 | San Carlos         | 404 412   |            |
| 15 | Basadre            | 404 412   |            |
| 16 | Los Postes         | 404 412   |            |
| 17 | La Hacienda        | 404 412   |            |
| 18 | Celima             | 404 412   |            |
| 19 | Pirámide del Sol   | 404 412   |            |
| 20 | Túpac Amaru        | 404 412   |            |
| 21 | Lima               | 404       |            |
| 22 | Concejo            | 404       |            |
| 23 | Acho               | 404       |            |
| 24 | Áncash             | 404       |            |
| 25 | Ucayali            | 404       |            |
| 26 | Cuzco              | 404       |            |
| 27 | Nicolás de Piérola | 404       |            |
| 28 | Grau               | 404       |            |
| 29 | 28 de Julio        |           |            |
| 30 | Hipólito Unanue    |           |            |
| 31 | Isabel la Católica |           |            |
| 32 | México             |           |            |
| 33 | Pardo de Zela      |           |            |
| 34 | Tomás Guido        |           |            |
| 35 | Javier Prado       |           |            |
| 36 | Canaval y Moreyra  |           |            |

| N° | Paradero           | Común con | Conexiones |
| -- | ------------------ | --------- | ---------- |
| 1  | Canaval y Moreyra  |           |            |
| 2  | Javier Prado       |           |            |
| 3  | Torre Ugarte       |           |            |
| 4  | Risso              |           |            |
| 5  | Manuel Candamo     |           |            |
| 6  | Manuel Segura      |           |            |
| 7  | Estación México    |           |            |
| 8  | México             |           |            |
| 9  | Isabel la Católica |           |            |
| 10 | Hipólito Unanue    |           |            |
| 11 | Bausate y Meza     |           |            |
| 12 | Grau               |           |            |
| 13 | Nicolás de Piérola | 404       |            |
| 14 | Cuzco              | 404       |            |
| 15 | Ucayali            | 404       |            |
| 16 | Junín              | 404       |            |
| 17 | Acho               | 404       |            |
| 18 | Mercado de Flores  | 404       |            |
| 19 | Concejo            | 404       |            |
| 20 | Lima               |           |            |
| 21 | Túpac Amaru        | 404 412   |            |
| 22 | Pirámide del Sol   | 404 412   |            |
| 23 | Celima             | 404 412   |            |
| 24 | La Hacienda        | 404 412   |            |
| 25 | Los Postes         | 404 412   |            |
| 26 | Basadre            | 404 412   |            |
| 27 | San Carlos         | 404 412   |            |
| 28 | Sedapal            | 404       |            |
| 29 | La Ocho            | 404 412   |            |
| 30 | San Martín         | 404 412   |            |
| 31 | Santa Rosa         | 404 412   |            |
| 32 | La Quince          | 404 412   |            |
| 33 | Bayóvar            | 404 412   |            |
| 34 | La Cuatro          | 404 412   |            |
| 35 | La Cinco           | 404 412   |            |
| 36 | Mariátegui         | 404 412   |            |
| 37 | 8 de Mariscal      | 404 412   |            |
| 38 | Motupe             | 404 412   |            |
| 39 | Montenegro         | 404 412   |            |
| 40 | Portón             | 404 412   |            |